# Alain Thirion
Pour les articles homonymes, voir Thirion.
Alain Thirion, né le 9 août 1962 à Châlons-en-Champagne, est un haut fonctionnaire français, directeur général de la sécurité civile et de la gestion des crises du 26 août 2019 au 5 juillet 2023.

## Biographie
Le 26 août 2019, il est nommé directeur général de la sécurité civile et de la gestion des crises à l'administration centrale du ministère de l'Intérieur, en remplacement de Jacques Witkowski, nommé préfet de l'Hérault. Sophie Elizéon lui succède à la tête de la préfecture de l'Aude.
Il est mis en cause fin 2019 après une plainte déposée par l’ex-sous-préfète de Calvi, Anne Ballereau, pour des faits de harcèlement moral et sexuel qui se seraient déroulés entre 2015 et 2016. Les plaintes d'Anne Ballereau ont donné lieu à un classement sans suite, puis à une ordonnance de non lieu sans aucune mise en examen à aucun moment de la procédure. Il est suspendu de ses fonctions début juillet 2023, « à titre conservatoire », pour des faits d'agression sexuelle qui se seraient déroulés la semaine précédente à l’École nationale supérieure des officiers de sapeurs-pompiers d’Aix-en-Provence,.
L’enquête visant Alain Thirion pour une tentative d'agression sexuelle été classée sans suite fin novembre. Le parquet de Paris a précisé que l’enquête avait été classée le 29 novembre pour "infraction insuffisamment caractérisée",.
Il est remplacé depuis à son poste par Julien Marion par décret du 5 juillet 2023 avec date d'effet au 10 juillet 2023.
Son exclusion de la fonction publique est confirmée le 7 juillet 2025 par le conseil d'état pour être rentré nu dans la chambre de l'une de ses subordonnées lors d'un déplacement professionnel. L'ancien préfet disant pour sa défense s'être égaré après la perte du badge de sa chambre et de ses lunettes.

## Récompenses et distinctions

### Décorations
- Chevalier de la Légion d'honneur (décret du 31 décembre 2009)[11]
- Officier de l'ordre national du Mérite (décret du 15 novembre 2018), chevalier depuis le 29 septembre 2006[12].